# Xeranthemum inapertum

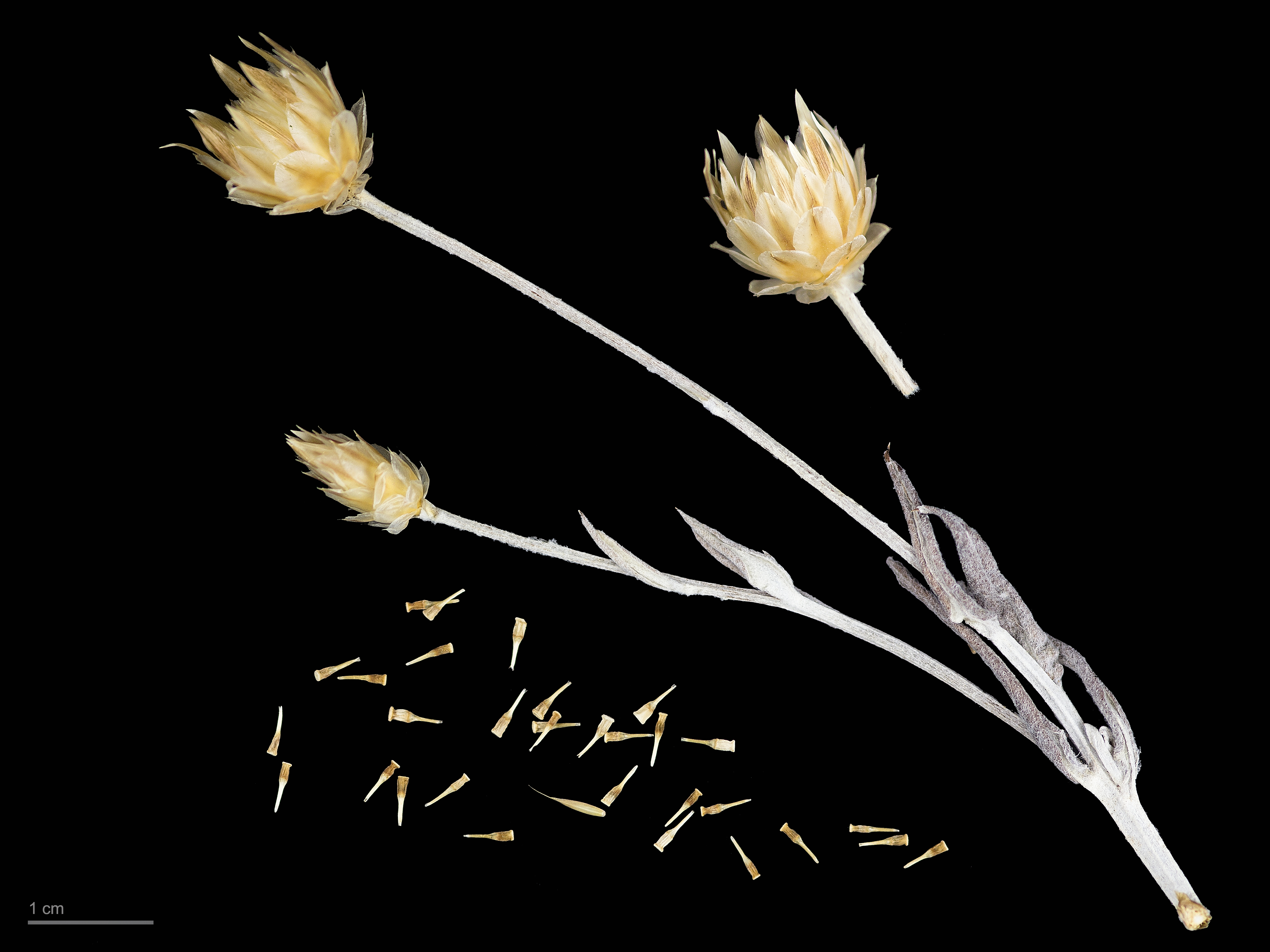
Xeranthemum inapertum

Xeranthemum inapertum là một loài thực vật có hoa trong họ Cúc. Loài này được (L.) Mill. miêu tả khoa học đầu tiên năm 1768.